# Euryphura albofasciata
Euryphura albofasciata är en fjärilsart som beskrevs av Otto Staudinger. Euryphura albofasciata ingår i släktet Euryphura och familjen praktfjärilar. Inga underarter finns listade i Catalogue of Life.